# اگوادا سان راکو
اگوادا سان راکو (به اسپانیایی: Aguada San Roque) یک منطقهٔ مسکونی در آرژانتین است که در ایالت نئوکن واقع شده‌است.